# Guillaume Barbaz
Pour les articles homonymes, voir Barbaz.
Guillaume Barbaz de pseudonyme Skali (né le 18 juin 1979 à Champigny sur Marne) est vainqueur de la champion du monde 2006 de slalom en roller et professeur de roller.

## Biographie
Né le 18 juin 1979 à Champigny sur Marne, il a commencé le roller à l'âge de 18 ans en 1997 et la compétition en 2001. Il intègre l'équipe de France de roller en 2002 à la suite de sa 3e place au championnat de France pour sa première participation. Il sera de nouveau membre de l'équipe de France en 2006, l'année de ses meilleurs résultats. Il arrête la compétition en 2009 pour se consacrer à l'enseignement et le développement du roller.

## Palmarès
Vainqueur de la coupe du monde de roller slalom en 2006 et de la coupe de France la même année. Il se classera sur les podiums de plusieurs compétitions internationales entre 2005 et 2008.

## Carrière extra-sportive
Sous le pseudonyme de Skali, il réalise des vidéos de slalom et crée un site internet pédagogique, kompakombo, pour rendre accessible cette discipline au plus grand nombre grâce à des vidéos des figures.
Il réalisa le premier (et unique) dvd d'apprentissage des bases du roller en décembre 2010.